# Lanka (mythologie)

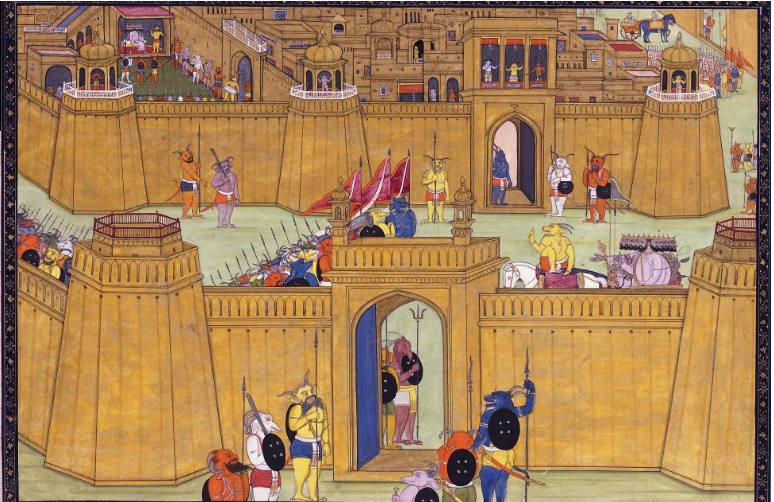
De gouden residentie van koning Ravana

Lanka is in de hindoeïstische Ramayana en Mahabharata een eilandrijk van de rakshasa koning Ravana. 

## Ravana en Sita, de vrouw van Rama
Ravana had Rama's echtgenote Sita ontvoerd en naar Lankapura gebracht, net als Paris Menelaos' Helena tijdens de Trojaanse oorlog naar Troje. Ravana werd na een lange strijd door Rama met hulp van Ravana's broer Vibhishana gedood, Sita werd weer met Rama verenigd en Vibhishana werd de nieuwe koning van Lankapura, de hoofdstad. Vibhishana's nakomelingen zouden het koninkrijk nog hebben geregeerd in de tijd van de Pandava's, van wie het verhaal in de Mahabharata wordt verteld. Volgens de Mahabharata bezocht de pandava Sahadeva het koninkrijk van Lanka, tijdens zijn militaire campagne voor de rajasuya (kroningsoffer) van zijn broer, de pandava Yudhishthira.

## Koningen
Oorspronkelijk werd Lanka geregeerd door de rakshasa Samali. Kubera nam het koninkrijk in en vestigde het Yaksha-koninkrijk, en zijn hoofdstad werd bewaakt door rakshasa's. Kubera's halfbroer Ravana, zoon van de wijze Vishravaya en Samali's dochter Kaikesi, streed met Kubera en nam hem het koninkrijk af. Ravana regeerde als koning over het Rakshasa koninkrijk. Ravana werd door zijn broer Vibhishana opgevolgd.

## Locatie
Ravana's fort lag op een plateau tussen drie toppen van de Trikuta-bergen. De oude hoofdstad Lankapura zou door de god Hanuman in de as zijn gelegd.
Lanka wordt geïdentificeerd met Sri Lanka. Lanka zou een groot eilandrijk zijn in de Indische Oceaan. De 5e-eeuwse Mahavamsa identificeert Lanka met Sri Lanka, maar volgens de Ramayana lag Ravana's Lanka 100 yojana's (ca. 1213 km) van het vasteland van India vandaan en dus 160 km ten zuidwesten van het tegenwoordige Sri Lanka. Volgens de meest originele versie van Valmiki's Ramayana lag Ravana's Lanka, tussen grote eilanden, verzonken bergen en plateaus, in het westen van de Indische Oceaan.

### Theosofie
De theosoof Blavatsky schreef in De Geheime Leer (1888) over de locatie van Lanka bij haar beschrijving van Lemurië:
'Terwijl het verzinken en de transformatie van Lemurië dicht bij de poolcirkel (Noorwegen) begonnen, beëindigde het derde Ras zijn loopbaan in Lanka, of liever op wat bij de Atlantiërs Lanka werd. Het kleine overblijfsel, dat nu bekendstaat als Ceylon, is het noordelijke hoogland van het oude Lanka, terwijl het reusachtige eiland van die naam in het Lemurische tijdperk' een enorm continent was:
Lemurië 'nam het hele gebied van de Himalaja in beslag, die het scheidde van de binnenzee, waarvan de golven stroomden over wat nu Tibet, Mongolië en de grote Shamo- (Gobi-) woestijn is; van Chittagong westwaarts tot Hardwar en naar het oosten tot Assam. Vandaar strekte het zich uit naar het zuiden over wat wij kennen als Zuid-India, Ceylon en Sumatra; dan omvatte het op zijn weg naar het zuiden Madagascar aan de rechterkant en Australië en Tasmanië aan de linkerkant en liep door tot enkele graden van de zuidelijke poolcirkel; dan strekte het zich van Australië, in die tijd een binnengebied van het moedercontinent, ver in de Stille oceaan uit, tot voorbij Rapa-nui (Teapy, of Paaseiland), dat nu op 26° zuiderbreedte en 110° westerlengte ligt.'